# Winter High!! 〜Best Of Kohmi's Party〜
『Winter High!! 〜Best Of Kohmi's Party〜』（ウィンターハイ!! 〜ベストオブコウミズパーティ〜）は、日本の歌手広瀬香美の7枚目のベスト・アルバム。2014年12月3日に、JVCケンウッド・ビクターエンタテインメントからリリースされた。

## 収録曲
全作詞・作曲:広瀬香美　
1. 愛があれば大丈夫 (4:30)
2. ロマンスの神様 (4:30)
3. ドラマティックに恋して  (4:34)
4. 幸せをつかみたい (4:35)
5. LUCKY GIRL ～信じる者は救われる～（OTANOSHIMI VERSION）  (5:56)
6. ゲレンデがとけるほど恋したい (5:14)
7. 真冬の帰り道 (4:42)
8. promise (4:43)
9. ストロボ (5:06)
10. 恋のベスト10 (4:28)
11. 甘いお話 part3 (5:20)
12. とろけるリズム (4:33)
13. Friday Call Me (3:13)
14. Snow Fall (4:31)
  - アルペン2014-2015CMソング
15. 運命のクリスマス (Bonus Track) (4:11)
  - NHK BSプレミアム プレミアムドラマ『キャロリング』主題歌